# BIT Numerical Mathematics
BIT Numerical Mathematics är en referentsgranskad vetenskaplig publikation med inriktning på numerisk analys.
BIT är en omvänd akronym för Nordisk Tidskrift för Informationsbehandling och började ges ut år 1961 med Carl-Erik Fröberg som första redaktör. Bland redaktionsmedlemmarna kan man notera Peter Naur (1960-1993) och Germund Dahlquist (1962-1991).
Sedan 2021 är Gunilla Kreiss redaktör för tidskriften.

## Tidigare redaktörer
- Carl-Erik Fröberg (1961-1992)
- Åke Björck (1993-2002)
- Axel Ruhe (2003-2015)
- Lars Eldén (2016-2020)